# Jože Brilej (učitelj)
Jože Brilej, slovenski učitelj in izumitelj na področju šolske vzgoje, * 7. februar 1924, Radeče, † 5. december 2015, Podčetrtek.

## Življenje in delo
Rodil se je v železničarski družini v Radečah pri Zidanem Mostu. Do okupacije je obiskoval gimnazijo v Celju. Med 2. svetovno vojno je bil prisilno mobiliziran v nemško vojsko in poslan na francosko ozemlje. Pri Bordeauxu je prebegnil in sodeloval s francoskimi odporniki (FFI). Po osvoboditvi Francije se je v Marseillu priključil Titovi brigadi in se preko italijanskega pristanišča Bari vrnil v domovino in se priključil slovenski narodnoosvobodilni borbi. 
Poleti leta 1945 se je vpisal v pedagoški tečaj v Trbovljah in z novim šolskim letom nastopil službo kot učiteljski pripravnik na osnovni šoli Loka pri Zidanem Mostu. Januarja 1946 je bil imenovan za upravitelja osnovne šole Podkraj pri Hrastniku. Po desetih mesecih je bil premeščen za upravitelja na osnovno šolo Podkum pri Zagorju. 1948 leta je diplomiral na Učiteljišču v Ljubljani. Septembra 1950 je odšel na osnovno šolo Radeče, 1951 pa v tamkajšnji vzgojno-poboljševalni dom, kjer je bil vzgojitelj in upravitelj Vajenske šole raznih strok. Od leta 1955 do upokojitve 1981 je bil predmetni učitelj in ravnatelj v osnovni šoli v Podčetrtku. Ob delu je 1963 končal mariborsko Pedagoško akademijo. 
Kot ravnatelj osnovne šole v Podčetrtku (1955-1981) je izoblikoval izviren vzorec samoupravne šole, povezane s krajem, in s tem vplival na razvoj samouprave učencev. Dejavnost prostega časa je prepletal s poukom, proizvodnim delom in poklicnim usmerjanjem. Na novo je zasnoval šolsko hranilništvo, v šoli je ustanovil šolsko pošto s telefonsko centralo, okrepčevalnico, trgovino, knjigarno, radio "Studio Kekec" (ki je vsako jutro pred poukom oddajal svoj program), kjer so učenci opravljali svoje zadolžitve in se s tem učili samoupravljanja, in še veliko drugega. Učenci pa so v času prostih dejavnosti obdelovali šolski vrt in okolico, skrbeli za živali v njihovem živalskem vrtu, čebelarili, izdelovali spominke v proizvodni organizaciji "mali TOZD Spominek"... Patentiral je tudi model petih igralnih področij predšolskega igrišča »Ciciban«. Za inovativno pedagoško delo je 1967 prejel Žagarjevo nagrado.
Skupaj s Friderikom Strnadom (duhovnik, *07.07.1890 Benedikt v Slovenskih Goricah;. +18.02.1990 Podčetrtek) in Francem Renierjem (trgovec in prvi direktor v Atomskih toplicah, * 5. maj 1922 Podčetrtek; + 4. marec 2003 Podčetrtek) je bil soustanovitelj zdravilišča Atomske Toplice (današnje Terme Olimia).
Leta 1967 si je zgradil vikend v Olimju, kjer se je sproščal in "polnil baterije". Skozi leta je ob pomoči družine in prijateljev iz vikenda nastala  Dežela pravljic in domišljije "Koča pri čarovnici". .